# Isabel González Turmo
Isabel González Turmo (España, 1 de junio de 1954) es una especialista en antropología de la alimentación y académica española.

## Biografía
Se doctoró en Antropología Social por la Universidad de Sevilla y se especializó en antropología de la alimentación. Profesora titular de la Universidad de Sevilla, ya jubilada. Su investigación se centró en antropología de la alimentación, estudiando el comportamiento humano alrededor de algo tan cotidiano, tan global, tan necesario como es la alimentación. Ocupó el cargo de la vicepresidencia mundial de International Commission on the Anthropology of Food.
Fue responsable de diversos proyectos internacionales de investigación. Uno de ellos llevaba por título Antropología de la alimentación: cocina y hábitos alimentarios a ambos lados del estrecho. Andalucía y Marruecos. Siglos XI-XX.

## Obras
Autora de innumerables publicaciones sobre la evolución de los hábitos alimentarios, el análisis de las cocinas a través de la historia y la alimentación de los pueblos del Mediterráneo. Sus trabajos son una referencia para todo estudioso de la historia de la gastronomía y la cocina como cultura.
En la obra 200 Años de cocina analizó 4586 recetas de 43 recetarios manuscritos domésticos escritos entre 1775 y 1975. No es un libro de recetas sino sobre la evolución de la cocina a través del análisis estadístico y cualitativo del contenido de esas recetas.

En su trabajo Cocinar era una práctica. Transformación digital y cocina (TREA), reflexiona sobre los cambios que la tecnología está provocando en la cocina de casa y en la profesional. Explica cómo la inteligencia artificial está sobre todo en los primeros tramos de la alimentación: está en el campo, que se está llenando de sensores. Ella afirma:
A través de la alimentación se puede hablar casi de todo, se puede pensar casi de todo: de los momentos de crisis, de las fiestas, de la convivencia, de la relación entre hombres y mujeres, entre los pueblos, de la inmigración.